# Alexander Zickler
Alexander Zickler (nascut el 28 de febrer de 1974 en Bad Salzungen, Turíngia) és un exfutbolista professional alemany. El seu darrer equip va ser FC Red Bull Salzburg.